# Symplecta (Symplecta) elongata
Symplecta (Symplecta) elongata is een tweevleugelige uit de familie steltmuggen (Limoniidae). De soort komt voor in het Palearctisch gebied.